# Mirosław Martin
Mirosław Martin (ur. 4 marca 1931 w Skarżysku-Kamiennej, zm. 16 kwietnia 1992) – polski ślusarz, poseł na Sejm PRL VI i VII kadencji.

## Życiorys
Uzyskał wykształcenie zasadnicze zawodowe. Pracował w Kielcach. Zatrudniony był w Wojewódzkim Zarządzie Przemysłu Terenowego, następnie w Bazie Transportu Kieleckiego Przemysłowego Zjednoczenia Budowlanego, w Przedsiębiorstwie Robót Inżynieryjno-Montażowych „Mostostal” oraz w Fabryce Kwasu Siarkowego. Ukończywszy kurs mistrzowski, został ślusarzem w Zakładach Precyzyjnych „Iskra”. Był też nastawiaczem maszyn w Fabryce Łożysk Tocznych „Iskra”. Do Polskiej Zjednoczonej Partii Robotniczej wstąpił w 1951. Zasiadał w jej Komitecie Miejskim w Kielcach, był też delegatem na VI Zjazd partii. W 1972 i 1976 uzyskiwał mandat posła na Sejm PRL w okręgu Kielce. Przez dwie kadencje zasiadał w Komisji Mandatowo-Regulaminowej. Ponadto w trakcie VI kadencji zasiadał w Komisji Przemysłu Ciężkiego i Maszynowego, a w trakcie VII w Komisji Przemysłu Ciężkiego, Maszynowego i Hutnictwa.
Pochowany na cmentarzu komunalnym w Cedzynie.

## Odznaczenia
- Medal 30-lecia Polski Ludowej